# Ладен (Њу Мексико)
Ладен (енгл. Lyden) насељено је место без административног статуса у америчкој савезној држави Њу Мексико.

## Демографија
По попису из 2010. године број становника је 245.
| Група             | 2000.    | 2010.       |
| Белци             | 0 (0,0%) | 28 (11,4%)  |
| Афроамериканци    | 0 (0,0%) | 1 (0,4%)    |
| Азијати           | 0 (0,0%) | 0 (0,0%)    |
| Хиспаноамериканци | 0 (0,0%) | 214 (87,3%) |
| Укупно            | 0        | 245         |